# 메이테쓰 지타 신선
지타 신선(일본어: 知多新線 ちたしんせん[*])은 일본 아이치현 지타군 다케토요정의 후키 역에서 지타 군 미나미치타정의 우쓰미 역을 잇는 나고야 철도의 철도 노선이다.

## 노선 정보
- 노선 거리 : 13.9 km
- 궤간 : 1067mm
- 역 수 : 6역 (기.종점역 포함)
- 복선화 구간 : 없음 (전 구간 단선, 복선 용지는 확보되어 있다)
- 전철화 구간 : 전 구간 (직류 1500V)
- 폐색 방식 : 자동 폐색식
- 교환 가능역 : 미하라료쿠엔 역을 제외한 전 역 · 신호장
- 최고 속도 : 100 km/h

## 역 목록
※ 전 노선 아이치현 지타군에 소재.
| 역 번호 | 역명            | 일어 역명    | 역간 거리 | 영업 거리 | 접속 노선            | 소재지       |
| ------- | --------------- | ------------ | --------- | --------- | -------------------- | ------------ |
| KC17    | 후키            | 富貴         | -         | 0.0       | 나고야 철도 ■ 고와선 | 다케토요정   |
|         | 벳쇼이케 신호장 | 別曽池信号場 | 3.0       | 3.0       |                      | 다케토요정   |
| KC20    | 가미노마        | 上野間       | 2.8       | 5.8       |                      | 미하마 정    |
| KC21    | 미하마료쿠엔    | 美浜緑苑     | 0.9       | 6.7       |                      | 미하마 정    |
| KC22    | 지타오쿠다      | 知多奥田     | 1.4       | 8.1       |                      | 미하마 정    |
| KC23    | 노마            | 野間         | 1.7       | 9.8       |                      | 미하마 정    |
| KC24    | 우쓰미          | 内海         | 4.1       | 13.9      |                      | 미나미치타정 |